# Armando Cândido
Armando Cândido de Medeiros (Vila Franca do Campo, 23 de Novembro de 1904 — Lisboa, 24 de Fevereiro de 1973) foi um magistrado, político e publicista. Monárquico antiparlamentar, usou o título de Conselheiro Armando Cândido, pelo qual era vulgarmente conhecido. Foi uma das personalidades mais marcantes do Estado Novo nos Açores.

## Biografia
Realizou o ensino secundário no Liceu de Ponta Delgada, licenciando-se em seguida em Direito pela Universidade de Coimbra, em 1926. Foi Delegado do Procurador Geral da República na Graciosa e em várias comarcas. Exerceu a magistratura na Ribeira Grande, Povoação, Ponta Delgada e Funchal. Foi também Corregedor judicial de Ponta Delgada e Juiz Conselheiro do Tribunal de Contas, em 1956.
Distinguiu-se durante a sua carreira política pela defesa intransigente e anti-democrática dos valores do Estado Novo, recusando qualquer conciliação com a democracia liberal. Foi deputado à Assembleia Nacional, pelo círculo do Distrito Autónomo de Ponta Delgada, de 1945 a 1969, sucessivamente reeleito sem oposição, em 1949, 1953, 1957, 1961 e 1965. Foi Presidente da Junta Geral do Distrito Autónomo de Ponta Delgada em 1949. Na sua defesa do ideário do Estado Novo, travou uma polémica com Francisco de Ataíde Machado de Faria e Maia, em 1937, a propósito de uma palestra radiofónica proferida por este, Estado Novo - Como o Devemos Compreender, depois publicada em opúsculo, à qual respondeu com Teatro Anatómico - Dissecando Uma Palestra, repudiando inteiramente qualquer tentativa de conciliação do Estado Novo e das suas instituições com a democracia e os valores democráticos e representativos.
Mais tarde, envolveu-se numa violenta polémica com Cristiano Frazão Pacheco nas páginas do semanário A Ilha, de Agosto a Outubro de 1958, a propósito do monopólio exercido pelo Grupo Bensaúde sobre a comunicação entre as ilhas dos Açores e Madeira e entre as ilhas e o Continente. Terá sido por causa desta polémica que foi preterido por António de Oliveira Salazar do cargo de Ministro do Interior.